# Præsidentvalget i USA 1984
Præsidentvalget i USA 1984 var det 50. præsidentvalg i USA's historie.
Valget fandt sted den 6. november 1984, og resulterede i at Ronald Reagan og George H. W. Bush og blev valgt som henholdsvis præsident og vicepræsident for perioden 1984–1988. De vandt overlegent over Walter Mondale og Geraldine Ferraro fra Det demokratiske parti, både i antal valgmandsstemmer og stater.
Reagan vandt en kæmpe jordskredssejr og blev genvalgt ved at vinde 49 ud af 50 stater. Mondale vandt kun sin hjemstat Minnesota og Washington D.C.
Ronald Reagan vandt 525 ud af 538 valgmænd, hvilket er den største valgsejr ved et amerikansk præsidentvalg nogensinde. Med hensyn til valgstemmer var dette den næststørste jordskredssejr ved et præsidentvalg i moderne amerikansk historie. Franklin D. Roosevelts sejr over Alf Landon i 1936, hvor han vandt 98,5 procent eller 523 af de i alt 531 valgmænd, rangerer først.
Ronald Reagan var derudover også den første præsident siden Dwight D. Eisenhower til at blive genvalgt mens han vandt absolut flertal i begge sine præsidentperioder.
 Der er for få eller ingen kildehenvisninger i denne artikel, hvilket er et problem. Du kan hjælpe ved at angive troværdige kilder til de påstande, som fremføres i artiklen.